# 48909 Лораке
48909 Лораке (48909 Laurake) — астероїд головного поясу, відкритий 26 червня 1998 року.
Тіссеранів параметр щодо Юпітера — 3,520.